# 浆果短尾耳鱿
浆果短尾耳鱿（学名：Euprymna berryi），又名目斗仔，为耳乌贼科四盘耳乌贼属的动物，俗名两耳仔、双耳墨。分布于日本群岛南部、菲律宾群岛、马来群岛、安达曼群岛、斯里兰卡海域，包括东海、南海等海域，生活环境为海水，常栖息于暖水浅海以及栖居于热带和亚热带海域。该物种的模式产地在日本。